# كيث باتلر
كيث باتلر (26 ديسمبر 1933 في نيوزيلندا - ) (بالإنجليزية: Keith Butler)‏ هو لاعب كريكت نيوزلندي.

## وصلات خارجية
- كيث باتلر على موقع إي آس بي آن كريك إنفو (الإنجليزية)